# 阿龙山林业局
阿龙山林业局是一个位于中华人民共和国内蒙古自治区根河市的类似乡级单位，亦是中国内蒙古森林工业集团所属的一个林业局。
阿龙山林业局始建于1964年，位于大兴安岭西坡北部，地跨根河市、额尔古纳市，经营面积357,427公顷，森林蓄积2,386万立方米，森林覆盖率94.99%。

## 行政区划
阿龙山林业局下辖以下单位：
阿乌尼林场、南娘河林场、阿北林场、塔朗空林场、先锋林场、阿龙山林场。